# خدمة مكافحة التجسس الفيدرالية (روسيا)
خدمة مكافحة التجسس الفيدرالية في الاتحاد الروسي (FSK RF؛ بالروسية: Федеральная слузведки Российской Федерации، بالحروف اللاتينية: Federal'naya sluzhba kontrrazvedki Rossiskoy Federatsii) كانت وكالة الأمن الرئيسية في روسيا. كانت FSK الوكالة الرئيسية التي خلفت جهاز لجنة أمن الدولة (الاتحاد السوفيتي) في الاتحاد السوفيتي. كانت موجودة من عام 1993 إلى عام 1995، عندما أعيد تنظيمها لتصبح جهاز الأمن الفيدرالي الروسى (FSB).

## أصل
في 26 نوفمبر 1991، أصدر رئيس جمهورية روسيا الاتحادية الاشتراكية السوفياتية بوريس يلتسين مرسومًا بشأن تحويل لجنة أمن الدولة الجمهورية (KGB) إلى وكالة الأمن الفيدرالية لجمهورية روسيا الاتحادية الاشتراكية السوفياتية (AFB). في 24 يناير 1992، بموجب مرسوم من رئيس روسيا، نشَأَت وزارة الأمن في الاتحاد الروسي على أساس وكالة الأمن الفيدرالية الملغاة في جمهورية روسيا الاتحادية الاشتراكية السوفياتية وجهاز الأمن الجمهوري في اتحاد الجمهوريات الاشتراكية السوفياتية.
في 21 ديسمبر 1993، بموجب مرسوم صادر عن رئيس الاتحاد الروسي، إلغيت وزارة الأمن ونشَأَت خدمة مكافحة التجسس الفيدرالية للاتحاد الروسي (FSK) مكانها.

## مديرو القوات المسلحة الباكستانية / وزراء الأمن / مديرو FSK
فيكتور إيفانينكو (نوفمبر 1991 – يناير 1992)
فيكتور بارانيكوف (يناير 1992 – يوليو 1993)
نيكولاي جولشكو (يوليو 1993 – فبراير 1994)
سيرجي ستيباشين (فبراير 1994 – أبريل 1995)
إعادة الهيكلة إلى FSB
تغير اسم FSK إلى FSB (Federal'naya Sluzhba Bezopasnosti Rossiyskoi Federatsii (Федера́льная слу́ба безопа́сности Росси́йской Федера́ции، جهاز الأمن الفيدرالي للاتحاد الروسي) بموجب القانون الاتحادي الصادر في 3 أبريل 1995، "بشأن أجهزة جهاز الأمن الفيدرالي في الاتحاد الروسي" والمرسوم الصادر عن رئيس الاتحاد الروسي بتاريخ 23 يونيو 1995، مما جعل جهاز الأمن الفيدرالي الجديد منظمة أكثر قوة.